# 俄羅斯干預2016年美國總統選舉

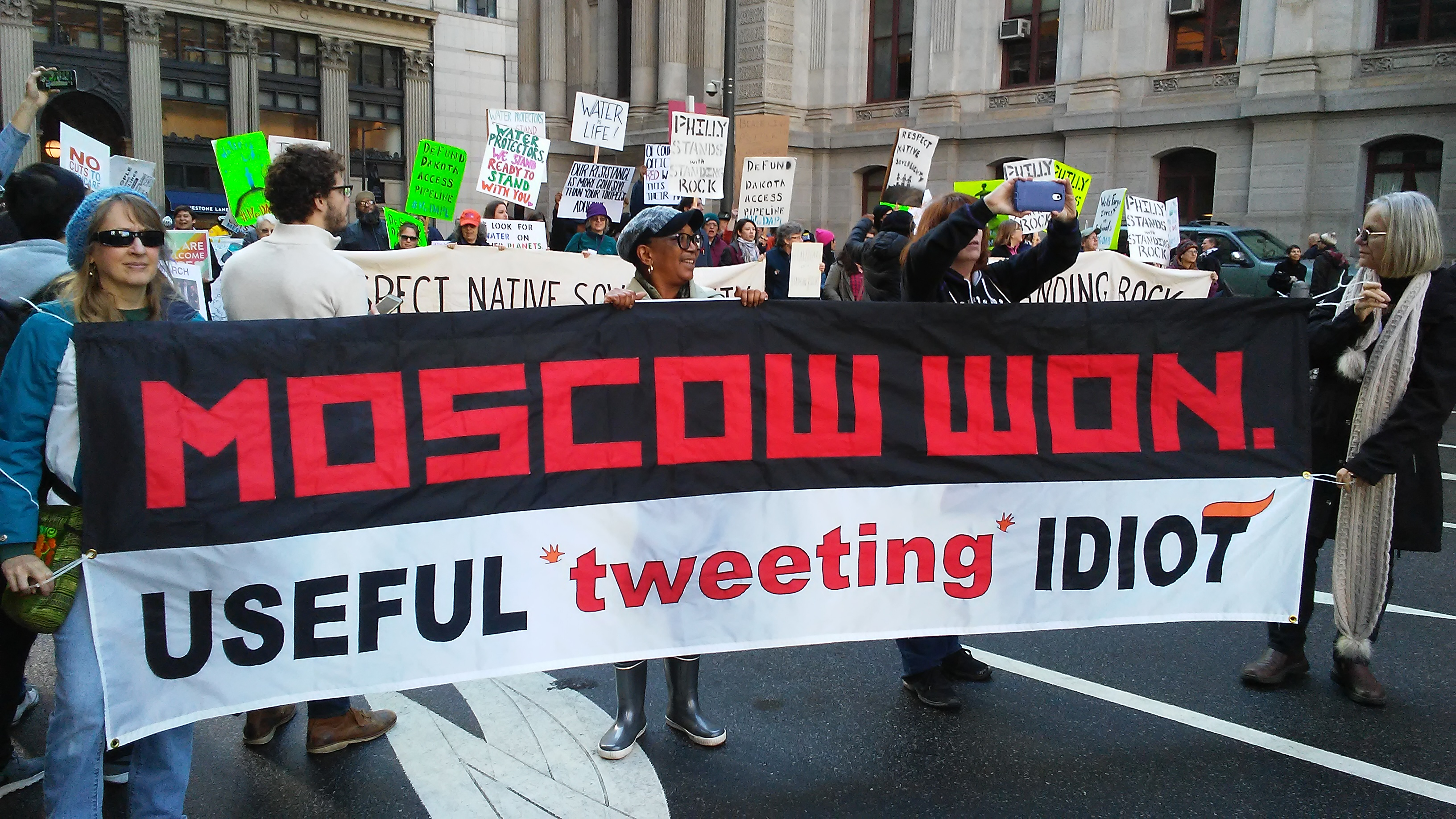
反川普人士深信川普与俄罗斯合谋干预美國大選

俄羅斯干預2016年美國總統選舉（通俄門）是指美國情報體系指控俄羅斯對2016年美國總統選舉所作出的一系列操作干預。这也是川普被指涉及「通俄門」的主要事件。
2017年1月，美国情报部门的评估有高度信心显示俄罗斯相较希拉里·克林顿更加偏爱唐納·川普，同时俄罗斯总统弗拉基米尔·普京亲自命令了一个“影响行动”来诋毁和伤害克林顿的选举机会和潜在的当选。美国在欧洲的情报盟友早在2015年即已经发现了被怀疑为俄罗斯代理的人士与特朗普竞选活动之间的通讯。
六个联邦机关也在调查克里姆林宫与特朗普的相关人士间可能的联系和金融关系，其中包括他的女婿库什纳和顾问卡特·佩奇、保罗·马纳福特以及罗杰·斯通。
2016年12月，奥巴马下令情报部门提供2016年选举中外国干预的报告，而参议院呼吁两党合作调查。当选总统特朗普一开始否定这一报告，称民主党在对选举失利做出反应，并在一份总统过渡团队声明中攻击情报部门。参议院多数党领袖、共和党的米奇·麥康諾表示了对美国情报部门的自信并支持进行两党合作调查，其后由参议院情报委员会在2017年1月24日开始進行。2016年12月29日，美国驱逐了俄罗斯外交官，并扩大了对俄罗斯个人和实体的现有制裁。
由共和党控制的参议院情报委员会于2019年7月提交了其1,313页报告五卷中的第一卷。该委员会认为2017年美国情报部门的评估是“有条理地构筑起来的”。该卷同时得出该评估是“恰当”的结论，并同时从分析师获悉“并不存在促成特定结论的政治压力”。 第五卷也是最终一卷报告于2020年8月公开，终结美国历史上“最高规格的国会调查”之一。委员会的报告认定俄罗斯政府采取了为特朗普获利而破坏选举的“广泛活动”，其中获得了包括特朗普本人顾问在内的协助。
2019年4月18日，美国司法部公布经过删节的“通俄门”调查报告。报告显示虽特朗普竞选活动欢迎了俄罗斯的行动并期望从中获利，并没有足够证据对特朗普及其盟友作出任何阴谋或串通的司法指控。
2021年，指稱川普在2016年選舉涉及通俄的「史蒂爾檔案」經調查被認定其消息來源的可信度有疑慮，其中涉及不實的相關人士被移送法辦。

## 历史
2016年10月及12月，奥巴马政府的美國情報體系稱確信俄羅斯通過美方稱之為「灰熊草原」（Grizzly Steppe）的行動中干預2016年美國選舉。於聯合聲明，統領美國情報體系的國家情報總監與國土安全部共同指控俄羅斯黑客入侵民主黨全國委員會並將其中文件泄露給維基解密，並確信其目的為使總統選舉結果有利於總統當選人唐納·川普，並認爲俄羅斯總統普京親自策劃行動。中央情報局局長約翰·布雷南、聯邦調查局長詹姆斯·科米及國家情報總監詹姆士·克拉柏均同意干預的“範圍、性質、與目的”。俄羅斯否認對其的指控，也否認普京牽涉在内。美國總統巴拉克·奧巴馬則以美俄熱線直接聯繫普京并向其強調網絡攻擊的嚴重性。
2016年12月29日，美國總統巴拉克·奧巴馬簽署行政命令，驱逐35名俄罗斯外交官，对外声称是为了报复俄罗斯对2016年美国总统选举的干扰。由於事發突然，2017年元旦當日，近百名官員與家屬改搭乘俄政府所安排的專機以便順利離境。
2017年5月10日，據傳當日發生唐納·川普對俄洩密事件。

### 2017年
- 2017年10月30日，美國特別檢察官勞勃·穆勒宣布，正式起訴川普前任競選經理保羅·马納福特及其副手里克·蓋茨（Rick Gates），同時也透露川普競選團隊前幕僚乔治·帕帕多普洛斯（英语：George Papadopoulos）已向美國聯邦調查局坦承，曾在通俄門調查中作出不實陳述。白宮發言人莎拉·赫卡比·山德斯稍早在記者會宣稱，喬治·帕帕多普洛斯為川普競選時的義工，並沒有僱用他。但有美國媒體們質疑針對他的調查將讓川普有大麻煩。華盛頓郵報重新登出在2016年3月川普競選時率外交政策顧問團隊拜訪「華盛頓郵報」編輯部的談話錄音，他當時向華郵介紹，帕帕多波勒斯是「能源和石油業的諮詢顧問，他是優秀的人」。美國有線電視新聞網特約編輯查爾斯·希力薩（Chris Cillizza）一篇分析指出，帕帕多波勒斯原本向FBI謊稱與俄國人士見面時間點說謊動機，想試圖掩蓋自己與川普團隊的關係。後來改口承認，與俄國官方關係密切「一名教授」在英國碰面，時間約是2016年4月底，希力薩提出4大重點，調查顯示，俄國企圖影響美國大選及勾結特定候選人。希力薩認為，「通俄門」調查案只是開始，事件還會繼續延燒。[20][21]
- 2017年11月3日，根據消息指出，川普女婿傑瑞德·庫許納主動在最近幾個禮拜，陸陸續續將一些文件提供給調查人員。[22]
- 2017年11月5日，英國觀察家報指出，英國倫敦教授約瑟夫·米薩德（Joseph Mifsud）曾跟英國外交及國協事務大臣鮑里斯·強森兩名前任或現任英國外交官員見面。英國工黨副黨魁湯姆·沃特森稱，英國政府應披露其他高官有否同樣被俄羅斯政府盯上，擔心俄羅斯亦同樣希望影響英國政治。該報導表示，看過米薩德一封電郵曾透露他會跟強森見面談脫歐。英國外交部前任政務次官亞歷克·夏馬承認曾跟米薩德見過幾次。美國國家廣播公司新聞網（NBC News）引述多名知情通俄案調查的特別檢察官穆勒已掌握起訴麥可·T·佛林與麥可·G·佛林（Michael G. Flynn）父子重要證據。NBC指出，穆勒團隊可能針對以涉嫌洗錢、對美國聯邦單位說謊，以及麥可·T·佛林可能捲入將土耳其總統頭號政敵從美國移交至土耳其，以交換數百萬美元之計謀起訴佛林，其子麥可·G·佛林因父親工作關係，也遭到波及。報導還指出，在通俄案首波起訴川普前競選總幹事保羅·马納福特後，調查進度對佛林壓力與日俱增。[23][24]
- 2017年11月22日，華爾街日報報導，特別檢察官穆勒正深入瞭解川普女婿庫許納在美國新舊任總統交接期間與其他外國元首（其中包含埃及總統阿卜杜勒-法塔赫·塞西）互動及與聯合國決議案關聯性，目前無法得知了解穆勒質疑聯合國決議案背後動機何在。[25]
- 2017年12月1日，特別檢察官穆勒向佛林提起訴訟，理由是他「明知且故意地」做出虛假陳述。佛林本人據報了解，已經主動到案說明，在認罪聽證會上認罪。[26]
- 2017年12月3日，雖然有佛林另案遭檢方調查，但他坦承在2016年底，與時任俄羅斯駐美國大使館大使謝爾蓋·基斯利亞克（Sergey Kislyak）會面一事上，但他一日坦承罪名只有「蓄意」與「知情」地，做出「不實」、「虛假」與「欺騙」陳述，對聯邦調查局撒謊。佛林在書面聲明中表示，願意為自己行為負責，決定認罪以及與特別檢察官穆勒的辦公室合作，是基於此舉對家人與國家最有利。美國媒體引述不具名的前政權移交小組成員的話說，所謂資深官員就是川普長女伊凡卡·川普夫婿、現任白宮資深顧問庫希納、現已去職前白宮副國安顧問K·T·麥可法蘭德（K. T. McFarland）。[27]
- 2017年12月6日，《華爾街日報》引述一名知情人士報導，特別檢察官穆勒向德意志銀行發出傳票，要求包括德意志銀行必須提供川普和親信帳戶資料，包含資金流向、信用貸款交易紀錄，以釐清川普或其家族成員在向德意志銀行申請貸款當中，是否將川普集團貸款抵押，出售給正受美國及歐盟制裁的俄羅斯銀行。川普與德意志銀行有著長久的關係，更因房地產交易積欠德意志銀行約3億美元。白宮發言人桑德斯、川普個人委任律師傑·賽克洛（Jay Sekulow）都對此消息予以否認，並宣稱美國檢方傳喚川普相關財務紀錄報導「全屬虛構」。德意志銀行發言人也拒絕對此消息發表評論，僅表示該行嚴肅對待自身法定義務，並將致力配合此事的授權調查。[28]
- 2017年12月7日，川普長子小唐納·川普出席眾議院情報委員會聽審會，接受閉門訊問。討論內容目前還沒有公開。[29]
- 2017年12月31日，紐約時報報導引述，直接知悉澳洲所扮演角色4位現任和前任美國及外國官員報導稱，喬治·帕帕多普洛斯於2016年5月，在英國倫敦一家高檔酒吧進行前述對話，告訴澳大利亚外交部前部長，時任澳洲駐英國高級專員亞歷山大·唐納，俄羅斯握有希拉蕊·柯林頓黑資料，兩個月後，當外洩的美國民主黨電郵開始在網路上出現時，澳洲政府官員把有關帕帕多波勒斯情報，通報美國對口官員。報導稱，那是來自美國最親密情報盟邦之一的第一手資訊，讓FBI警覺並協助促使他們展開調查。同時來自英國和荷蘭等其他盟邦情報，也激發FBI展開調查。[30]

### 2018年
- 2018年1月9日，特別檢察官穆勒已通知美國總統川普法律團隊，他的辦公室很可能尋求在數週內對川普本人進行訊問，作為調查一部分。[31]
- 2018年1月10日，川普在白宮與來訪挪威首相艾娜·瑟爾貝克，舉行共同記者會上，被記者追問是否願意與調查通俄門案的特別檢察官穆勒會面，川普一開始回應，他會和律師談談，但他後改口表示，所謂約談看似不大可能發生。顯示川普不願意接受穆勒會面。[32]
- 2018年1月18日，前美國總統顧問、布賴特巴特新聞網前執行董事長史蒂芬·巴農，已經與特別檢察官穆勒調查小組達成協議，將接受特檢組訊問代替在大陪審團面前作證，但目前細節全都尚未出爐。[33][34]
- 2018年1月24日，美國司法部部長傑夫·塞申斯接受通俄門特別檢察官穆勒幾個小時約談問話。[35][36]
- 2018年1月24日，美國總統川普在白宮對各媒體突然表示，願意在宣誓作證之下，提供證詞。川普表示：「我很樂意這麼做，我願意盡快這麼做，而且絕對會在宣誓下完成。」[37][38]
- 2018年1月29日，美國眾議院情報委員會的共和黨議員們表決通過，將公開由共和黨眾議員所紀錄的通俄門調查的机密備忘錄努涅斯备忘录。對此美國司法部副部長羅德·羅森斯坦、美國聯邦調查局共同警告，共和黨不該在兩個機構都尚未看過備忘錄內容情況下將其公開，此舉可能危害機密情報。FBI局長克里斯托弗·雷反對公開備忘錄，瑞伊擔心該備忘錄內容偏頗且不準確。 FBI更首次在白宮與司法部紛爭中，公開罕見發聲明表達意見並警告，「正如我們在初步審查中所表達的，我們對關鍵性的事實遺漏深感擔憂，這從根本上衝擊備忘錄準確性。」亞利桑納州參議員傑夫·佛雷克對此提出疑慮，表示公開備忘錄將「損害美國情報收集工作」以及「政治化國會的監督作用」。[39][40][41]
- 2018年2月3日，美國民主黨表示，這份備忘錄專挑有利於己機密資訊，他們相信川普盟友可能想利用備忘錄，讓川普有理由開除羅森斯坦、穆勒等2人。若開除2人，加上援引具爭議性的共和黨備忘錄，可能恐激起對川普政治風暴，引爆美國憲政危機，恐將引起全美社會大眾們強烈要求川普辭職下台聲浪。共和黨備忘錄公布後，包括參議院少數黨領袖查克·舒默、眾議院少數黨領袖南希·裴洛西、8位民主黨國會重量級人物，於2018年2月2日發表聯合聲明警告川普。聲明中指出：「我們寫信告知你，我們會認為這種未經授權的舉動，是企圖阻礙通俄門的司法調查。」[42][43][44]
- 2018年2月11日，美國民主黨眾議員尋求公布自家版通俄門備忘錄，駁斥共和黨備忘錄中，聯邦執法官員濫權刺探總統川普前競選幕僚的說法，遭到川普本人應是阻擋，讓美國民主黨強力抨擊川普，川普該作為偽善，且具有政治動機。美國眾議院議員亞當·希夫發聲明指出，備忘錄受委員會批准公布前，就已由民主黨議員函送聯邦調查局與美國司法部過目審批。民主黨版本備忘錄與共和黨版本的參考文件相同。對民主黨備忘錄知情的人士表示，這份備忘錄主張，聯邦調查局對監聽法庭的態度，遠比共和黨版本所說的還開誠布公。[45]
- 2018年2月17日，美國司法部副部長羅德·羅森斯坦召開記者會，公布一本全長37頁的通俄門起訴書，宣布起訴13名俄羅斯人和3家俄國企業業者。通俄門案第三名認罪者，一名擔任美國加州Auction Essistance線上服務工作的男子皮內多稍早向法院、特別檢察官穆勒認罪，皮內多坦承使用別人身分開設銀行帳戶，後來被俄羅斯人使用。美國政府承認，皮內多並不知道他是和俄羅斯人打交道。川普和俄羅斯外交部在公布起訴後極力否認，美國眾議院少數黨領袖裴洛西發表聲明，並指出起訴內容「徹底彰顯」俄國人企圖影響美國大選，為川普2016年美國總統大選選戰出力。[46][47][48][49][50]
- 2018年3月普京專訪中表示，美国“通俄门”调查是一個泡製出來的戲，所謂13個俄羅斯人介入大選非常無稽，普京回应道：“俄罗斯有1.46亿人，就算他们真的是俄罗斯護照，那又怎么样？我一点都不在乎。他们并不代表俄罗斯作为一个国家行為。”“他们可能是乌克兰人、鞑靼人、犹太人，只是有俄罗斯国籍，这些都需查清。更可能有双重国籍或者绿卡，也有可能是美国人付钱让他们这么干，你怎么知道？反正我不知道。”之後話鋒一轉認為從戰略層面“不是我们把你们(美國)视为敌人，而是你们决定的。你们的议会、国会把俄罗斯列入了敌人名单，你们为什么要这样做？是我们给美国施加制裁了吗？是美国在制裁我们。且美国多次干涉俄罗斯选举”[51]
- 2018年3月16日，通俄門案特別檢查官穆勒，向川普集團發出傳票，要求提供部分文件，其中包含與俄羅斯有關文件。顯示穆勒的調查已經更接近川普本人，且可能在擴大川普調查範圍，更嚴加審核所有川普的「外來資金來源」甚至包括洗錢可能性。川普集團表示，未來將會配合調查人員提出的相關要求，也會按照規定提出和俄羅斯有相關資料文件提供調調查，絕對不會跟和法律鬥爭。而白宮表示尊重穆勒的調查。[52][53][54][55][56]
- 2018年3月16日深夜，美國司法部部長塞申斯宣布，開除美國聯邦調查局副局長安德魯·麥卡比。而川普在3月17日接連在推特貼文宣稱，美國眾院情報委員會已斷定他的競選組織與俄國沒有勾結情事。川普宣稱聯邦調查局、司法部和國務院最高階層有極多洩密、撒謊和腐敗。美聯社報導駁斥川普，川普說法不實，事實上這只是委員會共和黨委員的結論，並不是整個委員會調查結果，川普推文有嚴重誤導之嫌。美國民主黨籍委員尖銳駁斥共和黨結論，並將公布他們自己的報告。[57][58]
- 2018年3月19日，《华尔街日报》報導，Facebook於3月16日表示，得知英國倫敦數據業者剑桥分析公司和兩位不是該公司員工的人多年來以不正當方式保留臉書用戶數據，而且告訴臉書公司這些記錄已被銷毀。目前該公司已經違反了臉書用戶數據處理政策並誤導臉书公司之後，已將該公司賬號暫時封禁。“剑桥分析”是川普2016年美國總統競選主要服務商，在特別檢察官穆勒的通俄門案件調查中成為被審查對象。川普在推特發文砲轟穆勒，宣稱穆勒通俄門案調查團隊充斥對他有偏見，對此美國南卡羅來納州資深參議員林賽·格雷厄姆告訴美國有線電視新聞網並提出警告川普，「任何企圖開除穆勒的舉動，都將導致嚴重的後果。」葛瑞姆表示：「穆勒有幾分證據辦幾分的案子，讓他做好自己的工作不被干擾很重要，許多共和黨員都有同感。」安德魯·麥卡比委任律師邁克爾·R·布羅姆維奇在推特發文反擊川普表示，「我們不會回應總統任何幼稚、毀謗、令人作嘔和虛假的推特，事實將會出來，不過這條推特也能確認他破壞了麥凱比先生去職的程序，使其不合法。」[59][60][61]
- 2018年4月3日，荷蘭律師亞歷克斯·德·范·茲萬（Alex van der Zwaan）早前承認作偽證，於4月3日被美國華盛頓聯邦地方法院判刑30日，並罰款2萬美元，成為通俄門調查首位遭判刑者。[62][63][64]
- 2018年4月12日，白宮發言人桑德斯表示，川普「絕對相信他有權開除穆勒」，但據美國司法部規定，只有任命穆勒的副司法部長羅森斯坦有權開除他，且須有明確的理由，羅森斯坦表示，他目前沒理由開除穆勒。參議院司法委員會主席、共和黨參議員查克·葛雷斯利也警告，川普若開除穆勒「無異於自殺」，川普也可能遭彈劾下台。[65]
- 2018年4月18日，白俄羅斯女模特兒安娜塔西亞·瓦什克維琪（Anastasia Vashukevich）、自封性愛大師的俄國男子亞歷山大·基里洛夫（Alexander Kirillov）等另外9人因案遭到關押。泰國警方2月在海濱度假勝地巴達雅突襲取締「性愛訓練課程」時，逮捕他們。瓦什克維琪在Instagram貼出影片表示：「他們企圖把我們打進大牢…所以我願意透露那些你們需要的內幕…關於我們受人尊敬的國會議員們、(川普前競選總幹事）保羅·马納福特、川普和這些美國大選騷動之間的關係。」[66]
- 2018年4月20日，彭博新聞引述兩位消息人士的說法報導，美國司法部副部長羅德·羅森斯坦，在上週4月12日向川普表示，川普目前不是「通俄門」特別檢察官穆勒任何調查的目標，穆勒並未排除在未來某個時間點將他列為目標。[67]
- 2018年5月2日，紐約時報披露公布穆勒想問川普近50則問題，以調查俄羅斯是否介入美國大選，及川普是否可能妨礙調查，川普在推特上表示：「要為了從未發生過的罪行妨礙司法，似乎非常困難！這是獵巫！」法新社報導，這些問題清楚顯示穆勒有足夠間接證據來懷疑川普干預司法，也有理由相信川普知道通俄關連。不過美國法律專家推敲研究認為，無論在文法語句不通，懷疑是川普團隊自己寫的。[68][69][70]
- 2018年5月21日，美聯社報導，美國總統川普在推特發出一篇推文表示，將要求美國司法部調查在2016年競選時，是否遭到歐巴馬政府司法部或是聯邦調查局滲透或監控。川普委任律師魯迪·朱利安尼爆料宣稱，「通俄門」案件特別檢察官穆勒辦公室大約兩週前分享了這項時間表，若能在2018年7月中訊問川普本人，將於2018年9月1日結束調查作出最終結論。穆勒辦公室只回應，調查結束日期要看川普是否願意接受訊問，拒絕評論朱利安尼說法。[71][72][73]
- 2018年5月31日，川普表示很後悔，當初提名時任美國阿拉巴馬州聯邦參議員傑夫·塞申斯出任美國司法部部長。紐約時報報導，川普施壓塞申斯，要他改變2017年3月自請迴避處理通俄門調查的決定。[74]
- 2018年5月26日，俄羅斯總統普丁表示，俄國想改善關係，卻遭美國總統川普與俄國相關紛爭綁架。[75]
- 2018年6月3日，川普宣稱，通俄門事件特別檢察官穆勒蓄意將疑似勾結俄羅斯的「通俄門」調查文件外洩給媒體。[76][77]
- 2018年6月3日，川普委任律師魯迪·朱利安尼上美國國家廣播公司節目「This Week」主持人喬治·史蒂芬諾伯羅斯專訪時，史蒂芬諾伯羅斯問朱利安尼，川普是否有權赦免自己時，朱利安尼回應可能有，他強調，即使如此，並不代表川普真的想這麼做。[78]
- 2018年6月18日，美國聯邦調查局探員彼得·史卓克（Peter Strzok），因發出反對美國總統川普簡訊，2017年遭調離川普「通俄門」案特別檢察官穆勒調查團隊。彼得·史卓克委任律師，致函美國聯邦眾議院司法委員會主席鮑柏·顧雷特，內文寫道表示彼得·史卓克願意赴國會作證。[79]
- 2018年6月21日，美國前總統歐巴馬政府在2016年總統選舉期間，涉嫌監視共和黨候選人川普的競選活動。美國司法部總監察長、美國眾議院情報委員會目前正在調查他們監視行動及其動機。截至目前為止，相關調查至少揭露了歐巴馬政府官員所採取的五種方法。包含運用國家安全信函、外國情報監聽法(FISA)手令、 揭示個人身分、派臥底特工、利用外國情報機構等。[80]
- 2018年6月28日，美國眾議院進行投票當中，以226票贊成、183票反對，通過要求美國司法部和聯邦調查局，提交通俄門調查所有相關文件。同一天，美國司法部副部長和FBI局長就2016年總統大選，出席了聽證會。[81]
- 2018年7月17日，法國國際廣播電台報導，美國聯邦調查局於2018年7月15日逮捕一名29歲的畢業於美國美利堅大學畢業的俄羅斯大學生瑪莉亞·布堤娜並關押候審，布堤娜在她的推特帳號上寫道坦承：「其實是“有權攜帶武器”組織創始人和理事會理事。並為一名俄羅斯高官擔任特別助理。」美方公告還透露，僅獲留學簽證的瑪莉亞·布堤娜，涉嫌在美期間；先後為俄羅斯政府和俄羅斯銀行工作。布堤娜在2015年至2017年間，一直依照俄羅斯政府一名高級官員亞歷山大·托辛指令行事，而這名高級官員曾是俄羅斯聯邦國會議員，後又在俄羅斯央行擔任要職。且布堤娜曾與美國全國步槍協會發展密切往來，具有支持擁槍鮮明立場。[82][83]
- 2018年7月19日，美國聯邦調查局局長克里斯托弗·雷表示俄羅斯確實干預2016年美國總統大選，而且是現在進行持續，該行為是具有惡意影響的行動，也證明俄方恐將干預2018美國國會大選。[84][85]
- 2018年7月31日，「通俄門」案被起訴人之一的保羅·馬納福特受審。马納福特始終堅稱自己是無罪，但马納福特面臨被檢方指控18項罪嫌，其中光是9項罪嫌銀行詐欺和陰謀罪名，就能讓马納福特每項分別面臨最高有期徒刑30年。美國法官T·S·艾利斯三世在2018年4月曾指出，马納福特可能餘生都得在牢中度過。[86]
- 2018年8月13日，川普私人委任律師魯迪·朱利安尼表示，呼籲特別檢察官穆勒應在2018年9月1日結束調查，不希望看到期中選舉受到通俄門調查的影響。[87]
- 2018年8月15日，美國檢察官格雷格·安德烈斯表示，69歲的保羅·马納福特為取得貸款，於2015、2016年試圖拿竄改的財務報表誤導銀行，以尋求房地產抵押貸款，「一而再、再而三對不同銀行」撒謊，並偽造報稅資料。[88]
- 2018年9月14日，川普前競選總幹事马納福特又跟特別檢察官穆勒達成認罪協商，以減輕罪名。不過白宮發言人莎拉·桑德斯隨後發聲明表示，马納福特認罪、配合調查，與總統川普以及2016年川普在大選中勝選完全沒有關係，切割意味相當濃厚。[89][90]
- 2018年11月1日，通俄門事件特別檢察官穆勒團隊要求美國聯邦調查局調查，是否有人向數名女士提供金錢，請她們誣衊穆勒性騷。穆勒發言人彼得·卡爾（Peter Carr）周二指出，「我們上周得知有人提議提供女士金錢，請她們誣告特別檢察官後，已立即把事件轉介FBI調查」。[91]
- 2018年12月7日，美國通俄門案件特別檢察官穆勒在法庭文件中說，一名俄羅斯某高層2015年11月向川普私人律師柯恩提議「在政府階層通力合作」，時間點早在先前外界披露的雙方聯繫前。法庭文件指出：「這名人士告訴柯恩，這類會晤將產生『巨大』影響，『不只是在政治上，還有在商業層面』。」 [92]
- 2018年12月8日，根據一份公布經大幅刪減的法院文件，通俄門案件特別檢察官穆勒辦公室表示，川普前競選總幹事马納福特在與穆勒達成認罪協議後，謊稱與政府官員已無聯繫，也未對自己清償的債務及與俄國男子康斯坦丁·克里姆尼克（Konstantin Kilimnik）間的往來過程吐實。這份文件指出，「被告向美國聯邦調查局（FBI）及特別檢察官辦公室撒謊，多方違反認罪協議」「马納福特說了多個可拆穿的謊言，這些（謊言）並非單單只是記錯所致。」[93]
- 2018年12月10日，接近川普消息人士向美國有線電視新聞網透露，川普本人擔心，會遭到由美國民主黨控制的美國眾議院彈劾。穆勒指出，川普前律師柯恩受川普委託，付美國色情演員史多美·丹尼爾、美國模特和女演員凱倫·麥克道格等兩名女子封口費。2018年初，川普承認已經把柯恩交付給史多美·丹尼爾的13萬美元，還給柯恩。[94][95]

### 2019年
- 2019年1月9日，美國總統川普前競選總幹事马納福特在遞交法院文件中承認，2016年美國大選期間，把競選陣營的民意數據提供給一名與俄羅斯情報單位有掛鉤的俄國公民康斯坦丁·克里姆尼克。[96]
- 2019年1月25日，美國通俄門案件特別檢察官穆勒逮捕關鍵人物、川普顧問羅傑·斯通（Roger Stone），被控七項刑事罪名，准以25萬美元交保。羅傑·斯通宣稱：「我不會認罪，也不會作出對總統不利的證詞。」美國眾議院議長南希·裴洛西得知羅傑·斯通被逮捕消息後對媒體表示，「看到美國總統被哪種人環繞，很有意思」、「與選舉正直性的關聯，是明顯值得追求真相的。」[97]
- 2019年2月21日，消息人士透露，美國司法部最快可能下周宣布，調查「通俄門」的特別檢察官穆勒已提交報告給美國司法部長威廉·巴爾。[98]
- 2019年3月7日，美国弗吉尼亚州一家联邦法院裁决，特朗普前竞选经理保羅·马納福特因犯税务和银行诈骗等罪，被判处47个月监禁和5万美元罚金[99]。
- 2019年4月18日，美国司法部公布经过删节的“通俄门”调查报告。报告显示特朗普竞选团队或其他美国公民在大选期间均无同俄罗斯政府合谋，以散布不实信息或入侵民主党电脑系统等手段干预选举，但特朗普有试图妨碍联邦特别检察官穆勒团队调查的行为[100]。
- 2019年4月19日，美國民主黨聯邦眾議院司法委員會主席傑里·內德勒（英语：Jerry Nadler）表示，删节版“通俄门”调查报告，預定UTC+84月18日晚間11點，才會以光碟形式提交國會，再貼在美國司法部官網上。納德勒批評，川普任命的巴爾企圖在18日的記者會上，搶先引導大眾對該報告的看法，並「採取前所未聞的手段來扭曲穆勒近兩年調查」。傑里·內德勒表示， 已發出傳票致函給穆勒，在2019年5月23日前到委員會作證。美國聯邦眾議院議長裴洛西批評司法部長威廉·巴爾拋棄個人信譽和司法部的獨立，一心一意設法袒護川普。至於是否要對川普發起彈劾，民主黨內仍各持不同意見而陷入分歧。[101][102][103]

### 2021年
2021年11月4日，負責反調查通俄門的美國特別檢察官達勒姆以「向聯邦調查局撒謊」等5項控罪逮捕了俄羅斯人丹欽科，後者在通俄門案中提供不實情報給前英國間諜史蒂爾用以抹黑川普。
2021年11月12日，曾經引用「通俄門」不實情報攻擊川普的《華盛頓郵報》承認當年的報導不準確，並罕見地更正及大篇幅删除相關報導。

### 2022年
2022年2月11日，達勒姆向法院提交文件，指出前國務卿希拉蕊在2016年與川普角逐總統時，支付一間科技公司滲透川普大廈、川普的住所網路，甚至在2017年川普就任總統之後還滲透白宮的電腦伺服器，試圖讓政府部門以為川普勾結俄羅斯。2月12日，川普對此發表聲明，形容此次的法庭文件提供了無可辯駁的證據，證明他的競選活動及總統任期遭到希拉蕊競選團隊買通的人員監控，目的是製造一個完全捏造的與俄關係。
但隨後有報導否認了這一指控。 （页面存档备份，存于）  （页面存档备份，存于）  （页面存档备份，存于）

### 2023年
2023年5月，通俄门事件特别调查员约翰·达勒姆发表最終调查报告。他表示，联邦调查局對2016年特朗普竞选团队的所谓通俄门的调查“没有任何实际证据”，相关的调查是在证据不足及谬误百出的情况下开始进行的，而且過度依赖特朗普的政治对手提供的线索和材料。报告还指出联邦调查局有明显的双重标准，將“通俄门”和其它政治敏感案件区别对待，当联邦调查局从外国信源得知希拉蕊競選团队计划用“通俄门”诋毁特朗普时，联邦调查局「从未展开任何类型的调查、发布任何任务、雇用任何分析人员，或出具任何与信息有关的分析报告」。

## 观点与评论
2017年3月20日，聯邦調查局長詹姆斯·科米向众议院情报委员会作证称FBI正就2016年7月以来的俄罗斯干预开展反情报调查，包括特朗普相关人士与俄罗斯之间可能的协作。但在2017年5月9日，科米被特朗普开除。
2017年6月，俄羅斯總統普京接受美國全國廣播公司（NBC）採訪時表示，根本無所謂「通俄門」，從來也無人指出俄國是透過什麼方式干預美國選舉，相反是在世界地圖隨便指一個國家，當地人都會告訴你美國長期以來是怎樣干預別國選舉。
2017年7月，俄羅斯外長拉夫羅夫表明，通俄門本質是一場鬧劇，是美國國內兩黨政治鬥爭的結果，眾多人員被傳喚至美國國會聽證，媒體也全天候報導，但到頭來根本沒有實體證據。
2023年5月17日，《華爾街日報》專欄作家威廉·麥格恩接受福克斯新聞專訪時表示，通俄故事是美國的煤氣燈效應，它是極不道德的，是謊言，而且最高級別的執法和情報機構都有涉入。

## 延伸閱讀
- Andrew Weisburd; Clint Watts; JM Berger, , War on the Rocks, 2016-11-06  [2016-12-06], （原始内容存档于2016-12-05）
- Strohm, Chris, , Bloomberg News, 2016-12-01  [2016-12-01], （原始内容存档于2016-12-01）
- Demirjian, Karoun, , Chicago Tribune, The Washington Post, 2016-12-08  [2016-12-10], （原始内容存档于2019-04-02）
- Porter, Tom, , International Business Times UK edition, 2016-12-01  [2016-12-01], （原始内容存档于2019-05-20）